# 采桑湖镇
采桑湖镇，中华人民共和国湖南省岳阳市君山区下属的一个镇，位于君山区西部。2000年10月28日，由原钱粮湖二分场（文家湾办事处）、七分场（银杯河办事处）、采桑湖渔场、许市镇肖台村、华容县三封寺镇烟墩村成建制划转成立。306、202省道穿境而过。

## 建制沿革
- 明清时，属华容县马路咸太平乡、桡子咸景阳乡。
- 1915年，分属华容、岳阳两县；
- 1958年10月开始，由华容、南县、安乡抽调民工围挽钱粮湖，建成钱粮湖农场。
- 1984年，设立层山镇；
- 2000年10月，由原钱粮湖农场1、3、6三个分场和层山镇组建采桑湖镇。
- 2015年11月，原采桑湖镇撤销，钱粮湖镇与采桑湖镇成建制合并，设立钱粮湖镇。

## 行政区划
采桑湖镇下辖1个社区、14个行政村、1个渔场：
- 银杯社区
- 团北村、毛家湖村、银杯村、先锋村、乾隆村、方台村、黄泥湖村、观音村、幸福村、烟墩村、肖台村、文家湾村、钱口村、大桥村
- 采桑湖渔场